# Husseïn Tevfik Pacha
Husseïn Tevfik Pacha, né en 1832 à Vidin (Empire ottoman) et mort le 16 juin 1901 à Constantinople (Empire ottoman), est un mathématicien, ingénieur, militaire, diplomate et homme politique ottoman représentant la Sublime Porte lors de l'achat de fusils étrangers. 
On se souvient de lui pour son Linear Algebra (1882, 1892) qui décrivait une algèbre vectorielle comprenant une « perpendiculaire spéciale » (produit croisé) et les propriétés des courbes. Le titre du livre était précoce puisque l'algèbre vectorielle précoce a été généralisée dans l'espace vectoriel, et ce concept a ensuite produit une algèbre linéaire. Il est connu comme Tawfiq Pacha de Vidin ou comme Vidinli Huseyin, Tawfiq Pacha dans la littérature turque. Il a servi comme envoyé de l'Empire ottoman aux États-Unis (en).

## Biographie

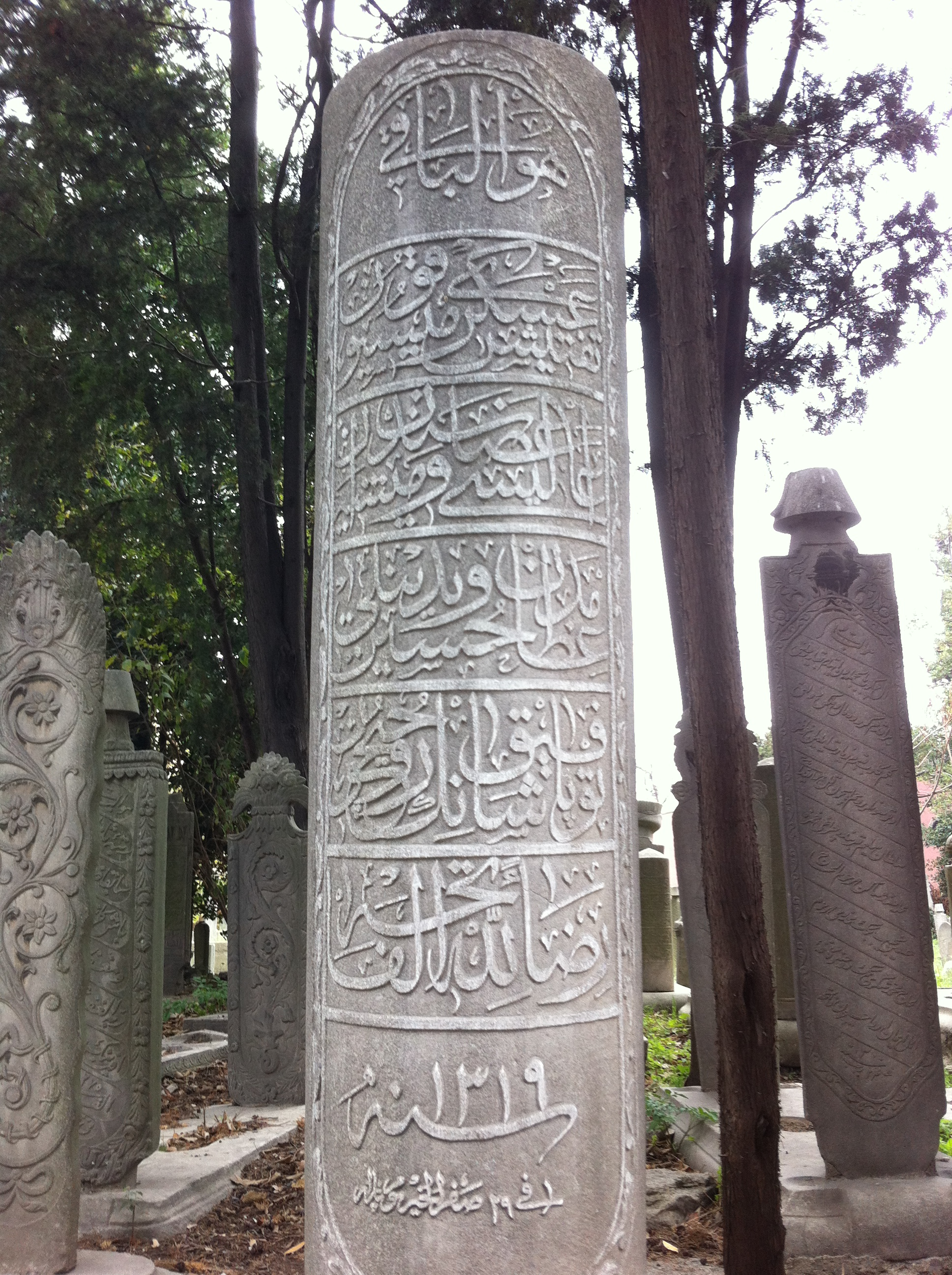
La pierre tombale de Husseïn Tevfik Pacha dans Eyüp Sultan

À 14 ans, il s'installe à Constantinople pour étudier la peinture. En 1844, sa scolarité était en géométrie euclidienne, il auprès de Tahir Pacha, diplômé de l'université de Cambridge. Il est diplômé en 1860. À la mort de son professeur, Tevfik a repris ses cours et a commencé à enseigner aux étudiants l'algèbre, la géométrie analytique, le calcul, la mécanique et l'astronomie.
Tevfik a été envoyé à Paris où il s'est associé aux Jeunes-Ottomans.
Par la suite, Vidinli Tawfik a été envoyé à Paris par le commandant en chef Hüseyin Avni Pacha (en) pour inspecter la balistique et la production de fusils et il y est resté deux ans en tant qu'attaché militaire. Il devient également directeur adjoint de la Mekteb-i Osmanî à Paris, la première et la seule école ouverte par l'Empire ottoman à l'étranger. Parallèlement à ses études à l'usine, il fréquente l'université de Paris[Laquelle ?] et le Collège de France pour améliorer ses connaissances mathématiques. Il a pris contact avec le célèbre auteur turc Namik Kemal et d'autres intellectuels turcs et a été accueilli par eux.
L'expertise de Tevfik dans le domaine des armes légères a conduit à des missions aux États-Unis.
En 1872, Tawfik Pacha a été nommé membre du comité qui a été créé pour inspecter la production de fusils Henry et Martini qui a été commandée aux États-Unis par l'État ottoman. Il est allé aux États-Unis pour apprendre l'anglais et aussi pour inspecter la production de fusils. Après deux ans, il revint à Istanbul (1874). Après quelques mois, il est retourné aux États-Unis. Après quatre ans, il est revenu à Istanbul et a été nommé ministre de l'École impériale de génie militaire.
En 1878, il enseigne le génie militaire à Constantinople et publie Linear Algebra (première édition) en 1882. Il a continué son service diplomatique et militaire.
En 1883, Hüseyin Tawfiq est nommé à Washington comme ministre plénipotentiaire. Après avoir terminé cette tâche, il revient à Istanbul pour occuper le bureau de membre de la commission d'inspection militaire, puis il se rend en Allemagne en tant que chef de la commission chargée d'inspecter les fusils Mauser qu'il achètera pour le service militaire.
Selon Sinan Kuneralp, Tawfik était « un mathématicien de grand talent, il a rassemblé pendant son long séjour une précieuse bibliothèque d'ouvrages scientifiques et donné régulièrement des conférences sur une variété de sujets dans des clubs et instituts de la côte Est ».  :102 Tevfik était également offensé par ce qu'il considérait comme un excès de liberté et de licence parmi les classes inférieures des États-Unis.  :107

## Linear Algebra
À Constantinople en 1882, Tevfik publia Linear Algebra avec les presses d'AY Boyajain. Il commence par le concept d'équipollence :
Par l'expression AB = NO, en Algèbre Linéaire et dans la science des Quaternions également, on comprend que la longueur de AB est égale à celle de NO, et aussi que la direction de la ligne AB est la même que celle de NO.
Le livre comporte cinq chapitres et une annexe « Quantités complexes et quaternions » en 68 pages dont le contenu est répertorié en page 69.
Le livre de Tevfik fait référence à la page 11 à l'Introduction aux Quaternions de Kelland et Tait qui sortit avec une deuxième édition en 1882. Mais les nombres complexes et les quaternions manquent. Au contraire, un traitement tridimensionnel de la géométrie utilise largement les vecteurs. Une algèbre spatiale est introduite avec {\displaystyle \rho =xi+y{\sqrt {-i}}+z\perp .} Les produits sont donnés :
{\displaystyle (\perp )^{2}=-i,\ \ {\sqrt {-i}}\ \times \perp \ =\ +i,\ \ \perp \times \ {\sqrt {-i}}\ =\ -i.}
Le chapitre 3 traite le produit croisé des vecteurs, l'appelant la « perpendiculaire spéciale » et l'écriture {\displaystyle \Pi _{\alpha \beta }} pour le produit croisé de α et β. La perpendiculaire spéciale est utilisée pour calculer le volume d'une pyramide, une équation sur les lignes obliques qui se réduit à zéro lorsqu'elles sont coplanaires, une propriété d'un triangle sphérique, et la coïncidence des perpendiculaires dans un tétraèdre.
Le chapitre 4 décrit les équations des figures géométriques : ligne, plan, cercle, sphère. La définition d'une section conique est tirée de Kelland et Tait : « le lieu d'un point qui se déplace de telle sorte que sa distance d'un point fixe porte un rapport constant à sa distance d'une droite fixe. » Ellipse, hyperbole et parabole sont ensuite illustrées.
Le chapitre 5, « Quelques applications supplémentaires » présente la vitesse instantanée d'un point se déplaçant le long d'une courbe comme une limite, une référence au calcul infinitésimal. Le deuxième taux de variation est lié à l'inverse du rayon de courbure de la courbe.